# Nouaceur
Nouaceur ou Nouasseur (pronúncia: nuássâre) é uma cidade do oeste de Marrocos, capital da província homónima, que faz parte da região de Grand Casablanca. Em 2004 tinha 12 153 habitantes.
A cidade situa-se junto ao Aeroporto de Casablanca (Mohammed V), a cerca de 25 km a sul do centro daquela cidade.